# Tsuchida Yasuhiko
Tsuchida Yasuhiko (Osaka, 1969) è un artista giapponese.

## Biografia
Vive a Venezia ed ha lo studio sull'isola di Murano. Predilige la pittura ad olio e la scultura in vetro, anche se ha spesso utilizzato altri linguaggi tra i quali il video e l'installazione.
Nella “Bamboo Collection”, ha coniugato la filosofia orientale con la  tecnica della lavorazione del vetro di Murano. La collezione di vetri bianco pastello intitolata “Imagine” è stata presentata alla Yoshii Gallery di Parigi.
In Italia è stato autore di una performance di action painting alla Galleria Lorusso di Andria, nella quale ha dipinto in pubblico accompagnato dal pianoforte di Federica Fornabaio,Maestro d'orchestra -che ha diretto la canzone vincitrice del Festival di Sanremo 2009.
Di Tsuchida Yasuhiko è caratteristico il modo di esprimersi, con il frequente utilizzo di parole normalmente riservate al linguaggio poetico scritto. Negli ultimi anni ha collaborato con diverse riviste giapponesi.

## Mostre ed esposizioni
- 2011: Nagoya: Matsuzakaya Gallery; Andria: Galleria Lorusso; Tokyo: Yoshii Gallery
- 2010: Parigi: Issei Miyake Design Competition; Tokyo: Seibu Gallery
- 2009: Bari: Schiffini, Galleria Lorusso; Ravenna: MAR Museo d'arte; Pietrasanta: Della Pina Artecontemporanea
- 2008: Roma, Museo Mastroiani; Grosseto, Castello-Cassero Senese, Tokyo, Seibu Gallery; Venezia, rappresentante del Giappone e vincitore del primo premio ad OPEN - Esposizione Internazionale di Sculture ed Installazioni; Chiavenna, Esposizione Internazionale di Sculture; Andria, Galleria Lorusso; Roma, Galleria Co2
- 2007:Burgdorf (Svizzera), Glass Inspiration; Shanghai, Art Shanghai; Capalbio, Galleria Il Frantoio; Verona, Art Verona, Co2 Gallery
- 2006: Tokyo, Shinseido Gallery; Milano, Sibernagl & Undergallery; Piacenza, esposizione permanente al Museo Mim; Mantova, esposizione permanente al Museo Young Museum
- 2005: Roma, Complesso del Vittoriano; Asti, Palazzo di Giustizia; Modena, Galleria Cantore
- 2004: Nagoya, Gallery Art Glycine; Venezia, Museo Palazzo delle Prigioni; Innsbruck, Glass Art Gallerie Glasskunst; San Francisco, Octavia's Haze Gallery
- 2003: Burgdorf, Glass Inspiration; Florida, Artform; Tokyo, Wall painting, Marunouchi Trust Tower North. MORI TRUST; Hawaii, Gallery Belle Vetri
- 2002: Chicago SOFA Chicago
- 2001: Taipei, Grand Crystal Glass Museum; Washington, "Out of fire" Crow Valley Pottery; San Francisco, Octavia's Haze Gallery; Dusseldorf, esposizione permanente al Glass National Museum
- 2000: Monaco di Baviera, Gallerie Waldrich; Amburgo, Galerie L; Aachen, Germania, Achim Shurenberg Kunsthandel; Dusseldorf, Shrenberg Gallery; Takarazuka, Giappone, Costruzione Ponte in Vetro in "Flower Park"; Tokyo, Cassina Inter-Decor Japan Inc.
- 1999: Venezia, Outdoor installation "KOSOVO '99"
- 1998: New York, Yoshii Gallery
- 1997: Venezia, Bugno Art Gallery
- 1993: Trieste, Jesurum Gallery

## Opere principali
- Fun Time's Collection, è la prima serie di opere in vetro
- Bamboo Collection, in cui unisce la tecnica del vetro di Murano alla filosofia orientale
- Spiral Collection, una serie che si sviluppa con pittura ad olio, tecnica vetraria e videoinstallazione.
- Innocent Collection
- Sakura Collection, ispirata ai rami di ciliegio rappresentati nella tradizione pittorica orientale
- Imagine Collection, collezione di vasi in vetro soffiato bianco
- Windows Collection

## Premi
- 1997 premio Fernandes Guitar design contest, Tokyo
- 2004 Diploma Onorario Jutta Cuny-Franz Foundation, Dusseldorf
- 2008 Premio medaglia dell'amicizia Città di Grosseto, Grosseto
- 2008 Rappresentante del Giappone e vincitore del primo premio ad OPEN - Esposizione Internazionale di Sculture ed Installazioni, Venezia